# Henri III. de Lenoncourt
Henri III. de Lenoncourt (* um 1537; † 5. oder 31. Dezember 1584 im Alter von 47 Jahren) war ein französischer Adliger und Höfling aus dem Haus Lenoncourt, der in den Rang eines Maréchal-général des Camps et Armées du Roi aufstieg, ohne dass entsprechende Leistungen bekannt sind.
Er war Seigneur de Lenoncourt et de Coupvray, Ritter im Orden vom Heiligen Geist, Gentilhomme de la Chambre du Roi, Conseiller en les Conseils d’État et Privé, Capitaine de 50 hommes d’armes des Ordonnances du Roi, und Maréchal de camp.

## Leben
Henri III. de Lenoncourt wurde wohl 1537 als fünfter Sohn von Henri II. de Lenoncourt, seit 1543 Comte de Nanteuil, und Marguerite de Broyes geboren. Einer seiner älteren Brüder war Philippe de Lénoncourt, der 1586 zum Kardinal ernannt wurde. Henri de Lenoncourt war anfangs für den Malteserorden vorgesehen, wird aber von verschiedenen Autoren für die Jahre 1554 bis 1583 als Lieutenant du Roi in der Champagne bezeichnet. Er war seit 1563 Leutnant einer Kompanie von 30 Lanzen von M de Piennes und wurde 1567 Leutnant der Kompanie des Chevalier d’Angoulême, dem natürlichen Sohn von Heinrich II. Er wurde 1570 Gentilhomme de la Chambre von François de France, Duc d’Alençon, und 1573 dessen Kammerherr. Er wurde nacheinander zum Ritter des Ordre de Saint-Michel, zum Gentilhomme ordinaire de la Chambre du Roi und zum Staatsrat (Conseil d’État und Conseil privé) ernannt. Am 2. Oktober 1577 wurde er zusammen mit Jean de Léaumont, Sieur de Puigaillard zum Maréchal-de-camp-général (Kein Historiker berichtet über eine einzige militärische Tat, die ihn betrifft.) und am 31. Dezember 1580 zum Ritter im Orden vom Heiligen Geist ernannt. Er starb am 5. oder am 31. Dezember 1584 im Alter von 47 Jahren.

## Ehe und Nachkommen
Henri de Lenoncourt heiratete Françoise de Laval, Tochter von René de Laval, Seigneur du Bois-Dauphin, und Catherine Baif. Ihre einzige Tochter war
- Madeleine de Lenoncourt († 1602), Dame de Coupvray; verlobt mit Louis VII. de Rohan, 1. Duc de Montbazon († 1589), Sohn von Louis VI. de Rohan; ⚭ (Ehevertrag vom 24. Oktober 1594) Hercule de Rohan, 2. Duc de Montbazon, Pair de France († 1654), Großjägermeister von Frankreich, Bruder von Louis VII. de Rohan

Françoise de Laval heiratete in zweiter Ehe Louis VI. de Rohan, Prince de Guéméné († 1611), den Schwiegervater ihrer Tochter.